# Psychotria temehaniensis
Psychotria temehaniensis är en måreväxtart som beskrevs av John William Moore. Psychotria temehaniensis ingår i släktet Psychotria och familjen måreväxter. Inga underarter finns listade i Catalogue of Life.